# 京都市立京極小学校
京都市立京極小学校（きょうとしりつ きょうごくしょうがっこう）は京都府京都市上京区寺町通石薬師下る西側染殿町にある公立小学校。

## 概要
明治2年（1869年）に京都で開校した64の番組小学校の一つであり、2つの番組の共立（協立）により設置された。校名は、校舎改築により正門が面することになった寺町通（平安京の（東）京極大路）にちなんで明治16年（1883年）につけられた。

## 沿革
- 1869年（明治2年） - 上京第28・29番組小学校[注釈 1]として開校。（開校日[注釈 2]:12月21日[2][4]・12月22日[3][1]）
- 1872年（明治5年） 4月 - 現在地に移転し、梨樹校と改称[1]
- 1883年（明治16年）9月17日 - 平安京の京極大路にちなんで校名を京極に改称[3]
- 1887年（明治20年）7月 - 京極尋常小学校と改称[3]
- 1941年（昭和16年）4月 - 国民学校令施行により京都市京極国民学校と改称[3]
- 1942年（昭和17年）4月 - 高等科を設置[3]
- 1947年（昭和22年）4月 - 学制改革により京都市立京極小学校と改称[5]

## 卒業後の進路
卒業後は基本的に京都市立上京中学校に進学する。

## 通学区域
京極小学校の通学区域は、後述の京極学区町と北区の出雲路学区のうち出雲路神楽町と、出雲路俵町である。
出雲路学区にあった出雲路校は昭和18年（1943年）に閉校となり、出雲路神楽町と、出雲路俵町が京極校の通学区域に含まれることになった。

## 京極学区
京極学区（きょうごくがっく）は、京都市の学区（元学区）のひとつ。京都市上京区に位置する。明治初期に成立した地域区分である「番組」に起源を持ち、学区名の由来ともなる京極小学校の通学区域にほぼ一致し、今でも地域自治の単位となる地域区分である。
明治2年（1869年）の第二次町組改正により成立した上京第28番組および上京第29番組に由来し、同年には、区域内に両番組協立（共立）による番組小学校（上京第28番組・第29番組協立小学校。のち校名を梨樹を経て、京極に改称）が創立した。
上京第28番組・第29番組は、明治5年（1872年）にはそれぞれ上京第11区・第12区、明治12年（1879年）には区が組となりそれぞれ上京第11組・第12組となった。
上京第11・12組は、学区制度により明治25年（1892年）には上京第9学区となった。
昭和4年（1929年）に、学区名が小学校名により改称され、上京第9学区から京極学区となった。昭和17年（1942年）に京都市における学区制度は廃止されるが、現在も地域の名称、地域自治の単位として用いられている。

### 人口・世帯数
京都市内では、概ね元学区を単位として国勢統計区が設定されており、京極学区の区域に設定されている国勢統計区（上京区第11国勢統計区）における令和2年（2020年）10月の人口・世帯数は5,655人、3,507世帯である。

### 地理
上京区の東部に位置する南北に長い形の学区であり、概ね北は上御霊前通、南は広小路通、東は鴨川（賀茂川）、西は相国寺・京都御苑に囲まれ、面積は0.557平方キロメートルである。
北側は紫明学区（北区）、東側は出雲路学区（北区）、鴨川（賀茂川）を隔てて下鴨学区（左京区）、養正学区（左京区）、吉田学区（左京区）、南側は春日学区、西側は室町学区と京都御苑に接する。

### 京極学区内の通り

#### 東西の通り
- 上御霊前通
- 上立売通
- 今出川通
- 石薬師通
- 広小路通

#### 南北の通り
- 河原町通
- 寺町通
- 梨木通

### 京極学区の町名
- 不動前町
- 歓喜寺前町
- 桜木町
- 藪之下町
- 阿弥陀寺前町
- 毘沙門町
- 十念寺前町
- 上片原町
- 毘沙門横町
- 北横町
- 本満寺前町
- 立本寺前町
- 幸神町
- 上神輿町
- 松之木町
- 真如堂前町
- 真如堂突抜町
- 染殿町
- 大原口町
- 下御輿町
- 大原口突抜町
- 柳風呂町
- 上塔之段町
- 下塔之段町
- 革堂内町
- 常盤井殿町
- 後藤町
- 青龍町
- 栄町
- 梶井町
- 九軒町
- 米屋町
- 大猪熊町
- 新夷町
- 一真町
- 鶴山町
- 表町
- 扇町
- 北之辺町
- 二神町
- 相生町
- 三栄町
- 三芳町
- 大宮町
- 中御霊町
- 京都御苑（15番地[注釈 4]）

## 周辺
学区は、かつての平安京の北東縁にあたり、大部分は京域外に位置するが、藤原道長の土御門殿など、政治的に重要な貴族の邸宅が位置した。また、東京極大路の鴨川側には道長の発願により法成寺が建造され、門前から南には今朱雀（いますざく）とも呼ばれた東朱雀大路が拓かれた。院政期から鎌倉時代にかけては現在の今出川通以北にも市街化が進み、歌人藤原定家の邸宅なども置かれた。室町時代に足利義満の発願による相国寺に七重大塔が建造され、あたりには塔之段という地名が成立した。
この地域の景観を大きく変化させたのが豊臣秀吉である。市街を囲む御土居を建造し、その内縁部に市中の寺院を集めた寺町が現在の寺町通に沿って形成された。一方江戸時代になると鴨川の御土居外側の開発が進み、鴨川の新堤（寛文新堤）の築造後は御土居の土地も払い下げられ、市街化が進んだ。明治維新後は京都電鉄が寺町通を通り出町まで通じたが、その後京都市電により河原町通が南北の主要軸となり、寺町通の路線も廃止された。
現在の河原町通今出川上るのあたりは「出町」と呼ばれ、若狭方面からのいわゆる鯖街道の終点とされる。ここはまた寛文新堤に設けられた出入口の形状から「桝形」と呼ばれ、現在でも商店街の名称として用いられる。出町は京都市営バスの最初の路線の起点となっており、また対岸の小字地名である柳との合成による出町柳が京阪電車、叡山電車の駅名となっている。

### 京極学区内の主な施設
- 京都御苑
- 京都府立医科大学
- 出町商店街

### 寺社・苑地・史跡

#### 寺院
- 阿弥陀寺
- 十念寺
- 本満寺
- 清浄華院
- 廬山寺

#### 神社
- 幸神社
- 梨木神社

#### 苑地
- 京都御苑

#### 旧跡
- 法成寺跡